# Ta 283 (航空機)

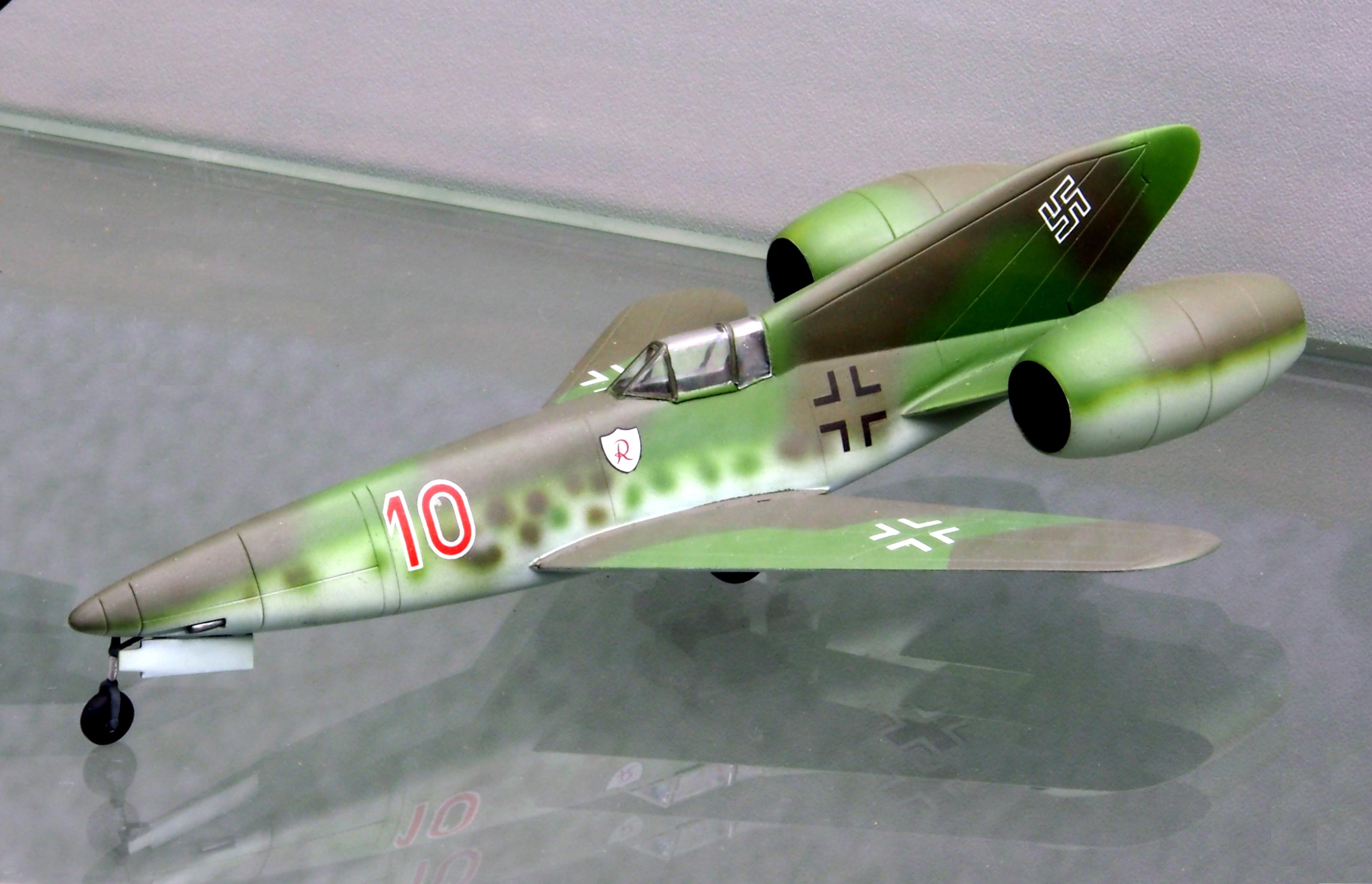
シュパイアー技術博物館に展示されているTa 283の模型

フォッケウルフ Ta 283（Focke-Wulf Ta 283）は、フォッケウルフ社が第二次世界大戦中にドイツ空軍向けに計画していた迎撃機。計画段階のまま終戦を迎えた。

## 概要
Ta 283はクルト・タンクによって設計された迎撃戦闘機で、フォッケウルフ社の技師オットー・パブストが発案したパブスト式ラムジェットエンジンを搭載する計画だった。
主翼は45度と大きな後退角を持ち、水平尾翼の両端にパブスト式ラムジェットエンジンを装備していた。コックピットは胴体後ろ寄りの垂直尾翼基部にあり、垂直・水平尾翼前縁の後退角も深くなっている。
離陸と加速には胴体後部に内蔵されたヴァルター・ロケットモーターを使用する予定であった。武装は機首に装備された二門のMk103 30mm機関砲で、装弾数は不明である。パブスト式ラムジェットエンジンによる最高速度は1,100km/hを予定していた。なお、エンジン自体は風洞実験においてマッハ0.9までの運転に成功していた。
開発は1944年8月から開始されたが、初期設計中に終戦を迎えたため、実機が完成することはなかった。

## スペック（全て計画値）
- 全長：11.5 m
- 全幅：7.95 m
- 全高：2.9 m
- 空虚重量：2,680 kg
- 最大離陸重量：5,390 kg
- 動力：

パブスト式ラムジェットエンジン × 2基
ヴァルター・ロケットモーター × 1基
- 最高速度：1,100 km/h
- 武装：Mk 103 30mm機関砲 × 2基
- 乗員：1名